# Johannes Dinckel

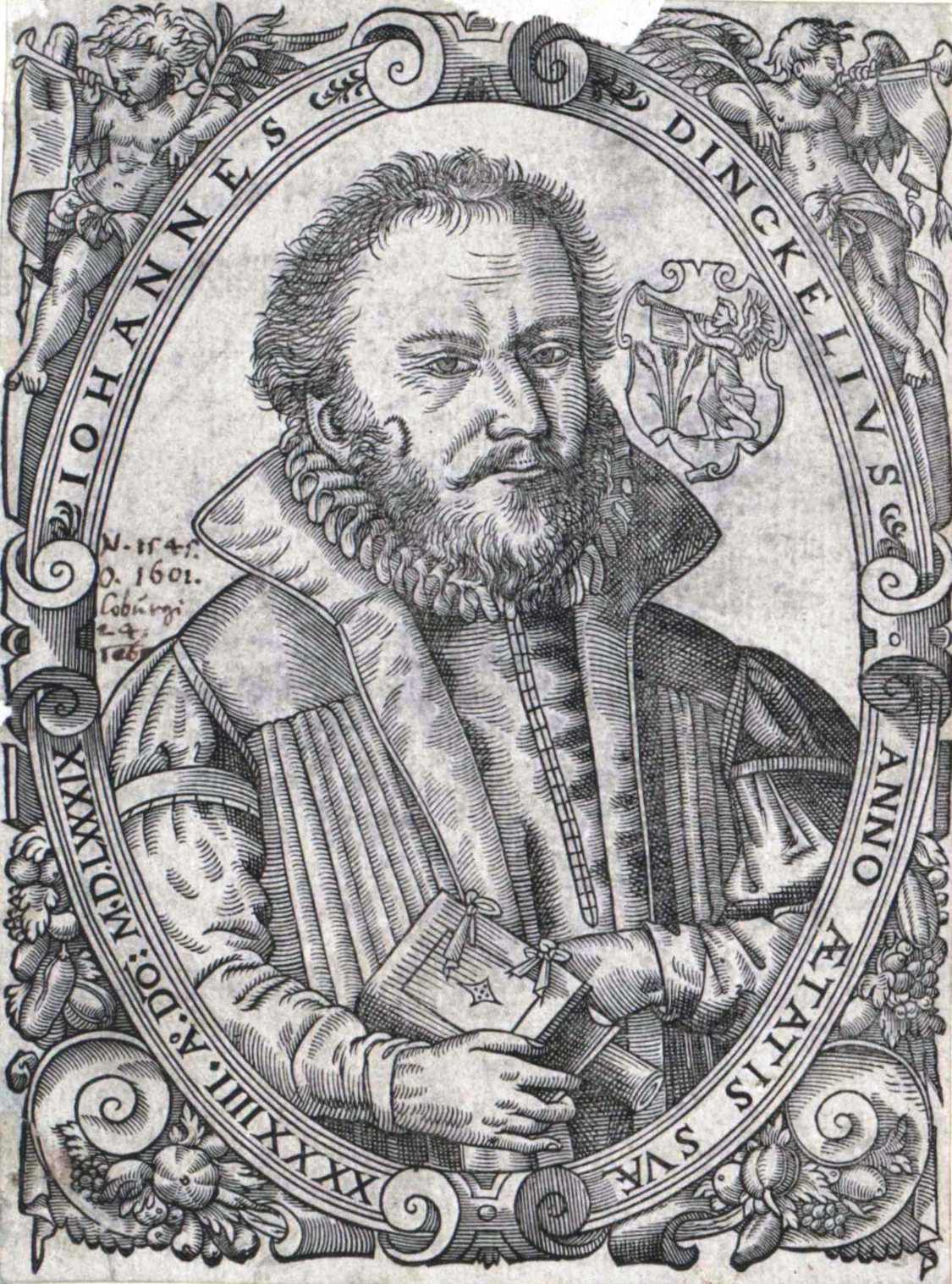
Johannes Dinckel im Alter von 44 Jahren

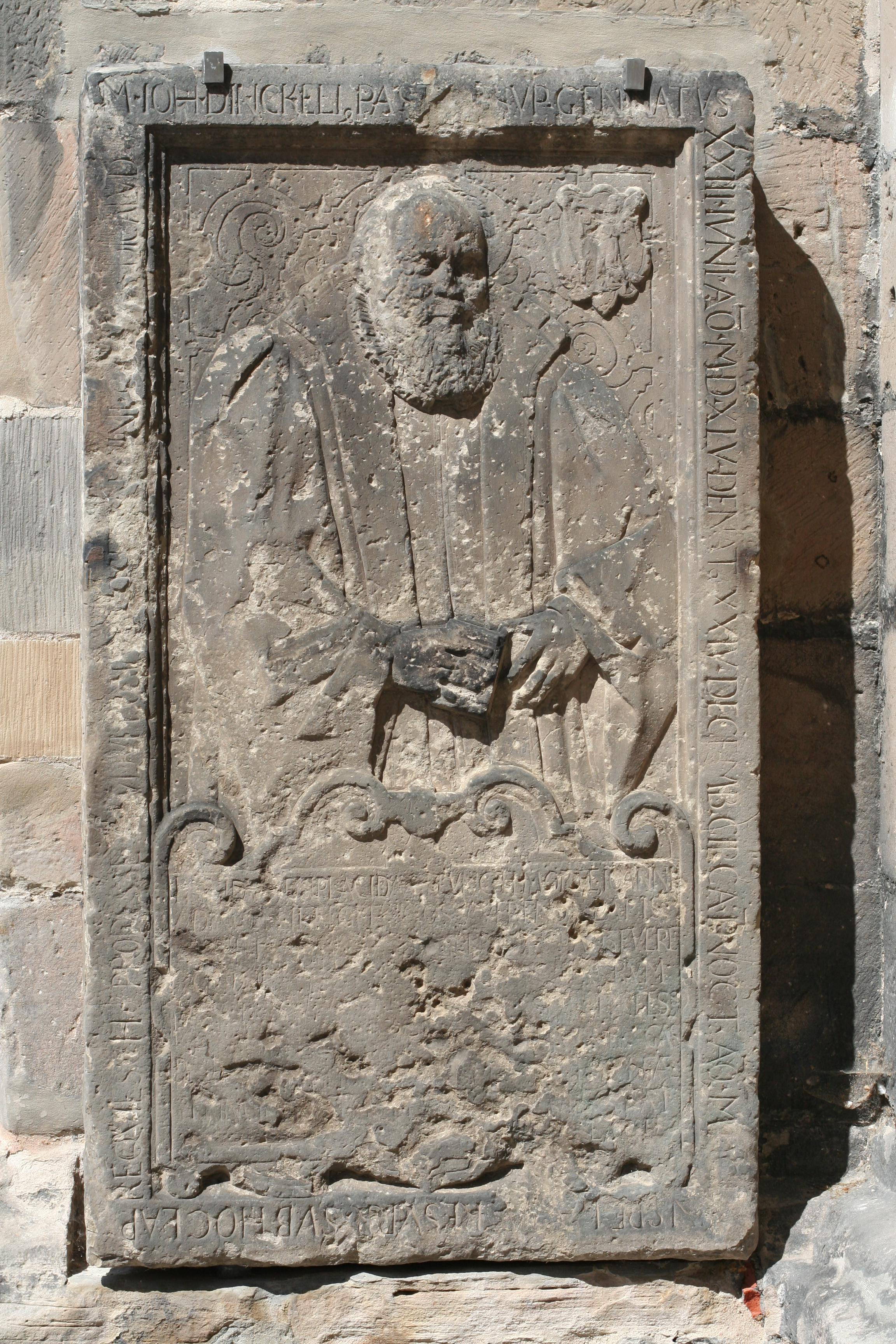
Grabplatte von Johannes Dinckel, St. Moriz in Coburg

Johannes Dinckel (* 23. Juni 1545 in Tröchtelborn; † 24. Dezember 1601 in Coburg) war ein deutscher evangelischer Theologe und erster Generalsuperintendent in Coburg.

## Leben
Nach dem Besuch des Gymnasiums in Gotha, wo er u. a. von Cyriacus Lindemann unterrichtet wurde, studierte Dinckel an der Universität Wittenberg und an der Universität Erfurt, wo er sich 1567 den akademischen Grad eines Magisters erwarb. Er widmete sich vornehmlich der hebräischen Sprache, wurde anschließend Professor für Logik am evangelischen Gymnasium, sowie zugleich ab 1572 Professor für hebräische Sprache an der Erfurter Universität.
Im Jahr 1580 wechselte er nach Gotha, wo er als Archidiakon und am Gymnasium als Rektor tätig war. Schon drei Jahre später, im Jahr 1583, folgte er einem Ruf nach Coburg als Pfarrer und Superintendent. Später war er der erste Pfarrer Coburgs, der die Amtsbezeichnung Generalsuperintendent innehatte.
Dinckel genoss ein hohes Ansehen aufgrund seiner Kenntnisse in der hebräischen Sprache. Im Coburger Land visitierte er im Auftrag des Herzogs Johann Casimir Kirchen und Schulen, war Verfasser einer Ordnung für die Stadtschulen und gründete die Bücherei der Morizkirche.

## Werkauswahl
- De orgine, causis, typo et ceremoniis illius ritus, qui fulgo in scholis Deposito appellatur, oratio, Erfurt 1578; VD16: D 1745
- Epitome Grammaticae Ebraene, Wittenberg 1579; VD16: D 1738
- Oratio de Ebraeae Linguae primis instauratioriborus, Gotha 1582
- Hausknecht oder vom Amt der Diener, wie man die selbigen erwählen soll, auch wie sie sich in ihrem Amte gegen ihre Herren, und wiederum die Herrn gegen ihre Diener verhalten sollen, Erfurt 1583 (Übersetzung einer lateinischen Schrift von Gilbert Cousin); VD16: C 5623
- Calendarium poëticum;  VD16: D 1734
- De Justino Pezoldo, Erfurtischen Stadt-Physico, Erfurt 1583; VD16: D 1736
- De Depositione Scholastica, Frankfurt 1607
- Homiliae Catecheticae
- De Vsu Dialecticae, Mühlhausen 1585; VD16 D 1754